# Eliška Hornátová
Eliška Hornátová (* 6. května 1929, Praha) je česká překladatelka z angličtiny a vysokoškolská pedagožka.

## Život
Po maturitě roku 1948 na reálném gymnáziu v Praze vystudovala v letech 1948-52 angličtinu a polštinu na Filozofické fakultě Univerzity Karlovy, kde také roku 1953 získala titul doktora filozofie (PhDr.).
Nejprve v letech 1952 až 1961 pracovala jako redaktorka v tiskové agentuře Nová Čína a od roku 1962 do roku 1991 působila jako odborná asistentka na katedře anglistiky Filozofické fakulty Univerzity Karlovy.
V překladech se zaměřuje převážně na anglický román 20. století. Je také autorem několika odborných prací. Její manžel Jaroslav Hornát byl rovněž překladatelem z angličtiny.

## Významné překlady
- Charles Percy Snow: Profesoři. SNKLU: Praha 1963.
- Hardin Craig a kol.: Dějiny anglické literatury. SNKLU: Praha 1963, společně s Jaroslavem Hornátem.
- Iris Murdochová: Pod sítí. Odeon: Praha 1968.
- Daphne du Maurier: Přízračný svět Branwella Brontëa. Odeon: Praha 1970.
- Ann Radcliffová: Záhady Udolfa. Odeon: Praha 1978, společně s Jaroslavem Hornátem.
- John Fowles: Sběratel. Odeon: Praha 1988.
- James Clavell: Šógun. Odeon: Praha 1991-1993, společně s Jaroslavou Emmerovou, Alenou Hartmanovou a Štěpánem Jindrou.
- V kanadské divočině, Dita: Praha 1993, společně s Miroslavem Jindrou a Michaelou Chejstovskou, výběr z kanadské prózy o nových usedlících.
- Edward Rutherfurd: Sarum. Práce: Praha 1995, společně s Michaelou Chejstovskou.
- Michael Grant: Římští císařové. BB art: Praha 2002, společně Michaelou Amlerovou.

## Odborné práce
- Reader in Contemporary American Prose, SPN: Praha 1970, čítanka moderní americké prózy, společně s Jaroslavou Emmerovou a Radoslavem Nenadálem.
- The English compound verb, Univerzita Karlova: Praha 1983, spoluautor.